# 1. česká národní hokejová liga 1972/1973
1. česká národní hokejová liga 1972/1973 byla 4. ročníkem jedné ze skupin československé druhé nejvyšší hokejové soutěže.

## Systém soutěže
Soutěže se účastnilo 30 týmů rozdělených do dvou skupin (16 a 14 týmů). Ve skupině se utkal dvoukolově každý s každým (celkem 30 kol, resp. 26 kol). Vítěz a druhý tým skupiny A a vítěz skupiny B postoupili do kvalifikace o nejvyšší soutěž, které se také účastnil vítěz 1. SNHL a poslední tým 1. ligy. Do nejvyšší soutěže postoupily (vzhledem k jejímu rozšíření) nejlepší 3 týmy.
Týmy na 6. až 8. místě skupiny A a 5. až 7. místě skupiny B se mezi sebou střetly v kvalifikaci o 1. ČNHL. Kvalifikace se tudíž účastnilo 6 týmů. Týmy se utkaly dvoukolově každý s každým (10 kol). Prvních 5 týmů postoupilo do 1. ČNHL, zatímco zbylý tým sestoupil do 2. ČNHL.
Týmy na 9. až 16. místě skupiny A a 8. až 14. místě skupiny B sestoupily do nově vzniklé 2. ČNHL.

## Základní část

### Skupina A
| Poř. | Tým                           | Z  | V  | R | P  | VG  | OG  | B  |
| ---- | ----------------------------- | -- | -- | - | -- | --- | --- | -- |
| 1.   | ASD Dukla Jihlava B           | 30 | 24 | 3 | 3  | 143 | 52  | 51 |
| 2.   | TJ VTŽ Chomutov               | 30 | 22 | 1 | 7  | 211 | 97  | 45 |
| 3.   | TJ ZVVZ Milevsko              | 30 | 19 | 5 | 6  | 125 | 86  | 43 |
| 4.   | TJ DP I. ČLTK Praha           | 30 | 18 | 2 | 10 | 129 | 84  | 38 |
| 5.   | TJ Slavia Praha               | 30 | 16 | 4 | 10 | 142 | 100 | 36 |
| 6.   | TJ Spartak ZVÚ Hradec Králové | 30 | 15 | 5 | 10 | 146 | 116 | 35 |
| 7.   | TJ Stadion PS Liberec         | 30 | 14 | 7 | 9  | 115 | 87  | 35 |
| 8.   | TJ Slovan NV Ústí nad Labem   | 30 | 14 | 6 | 10 | 113 | 89  | 34 |
| 9.   | TJ Baník Sokolov              | 30 | 15 | 4 | 11 | 113 | 89  | 34 |
| 10.  | TJ Jiskra Havlíčkův Brod      | 30 | 13 | 2 | 15 | 91  | 117 | 28 |
| 11.  | VTJ Dukla Písek               | 30 | 9  | 5 | 16 | 94  | 104 | 23 |
| 12.  | TJ Autoškoda Mladá Boleslav   | 30 | 9  | 3 | 18 | 82  | 154 | 21 |
| 13.  | TJ Kolín                      | 30 | 8  | 2 | 20 | 106 | 168 | 18 |
| 14.  | TJ Secheza Lovosice           | 30 | 6  | 2 | 22 | 77  | 157 | 14 |
| 15.  | TJ Jitex Písek                | 30 | 5  | 3 | 22 | 95  | 167 | 13 |
| 16.  | TJ Slavia Karlovy Vary        | 30 | 6  | 0 | 24 | 78  | 204 | 12 |

### Skupina B
| Poř. | Tým                          | Z  | V  | R | P  | VG  | OG  | B  |
| ---- | ---------------------------- | -- | -- | - | -- | --- | --- | -- |
| 1.   | TJ VŽKG Ostrava              | 26 | 21 | 2 | 3  | 154 | 51  | 44 |
| 2.   | TJ Gottwaldov                | 26 | 20 | 2 | 4  | 104 | 59  | 42 |
| 3.   | TJ Baník ČSA Karviná         | 26 | 19 | 1 | 6  | 106 | 66  | 39 |
| 4.   | TJ Ingstav Brno              | 26 | 15 | 4 | 7  | 121 | 66  | 34 |
| 5.   | TJ Slezan Opava              | 26 | 14 | 4 | 8  | 111 | 66  | 32 |
| 6.   | TJ Moravia DS Olomouc        | 26 | 11 | 5 | 10 | 84  | 87  | 27 |
| 7.   | TJ Prostějov                 | 26 | 11 | 3 | 12 | 55  | 87  | 25 |
| 8.   | TJ AZ Havířov                | 26 | 10 | 4 | 12 | 84  | 100 | 24 |
| 9.   | VTJ Dukla Hodonín            | 26 | 10 | 2 | 14 | 102 | 115 | 22 |
| 10.  | TJ TŽ VŘSR Třinec            | 26 | 8  | 5 | 13 | 84  | 103 | 21 |
| 11.  | TJ Tatra Kopřivnice          | 26 | 9  | 2 | 15 | 81  | 90  | 20 |
| 12.  | TJ Zbrojovka Vsetín          | 26 | 8  | 2 | 16 | 64  | 88  | 18 |
| 13.  | TJ Lokomotiva Pramet Šumperk | 26 | 4  | 0 | 22 | 53  | 139 | 8  |
| 14.  | TJ Dynamo Jihlava            | 26 | 3  | 2 | 21 | 53  | 139 | 8  |

Týmy TJ VTŽ Chomutov, TJ ZVVZ Milevsko a TJ VŽKG Ostrava postoupily do kvalifikace o nejvyšší soutěž, ve které uspěly pouze týmy TJ VŽKG Ostrava a TJ VTŽ Chomutov. Vítěz základní části (skupiny A) ASD Dukla Jihlava B se nemohl kvalifikace účastnit, protože ASD Dukla Jihlava hrála o soutěž výše.
Týmy TJ Spartak ZVÚ Hradec Králové, TJ Stadion PS Liberec, TJ Slovan NV Ústí nad Labem,TJ Slezan Opava, TJ Moravia DS Olomouc a TJ Prostějov se utkaly v kvalifikaci o příští ročník.
Ostatní týmy sestoupily do nově vzniklé 2. ČNHL.

## Kvalifikace o 1. ČNHL
| Poř. | Tým                           | Z  | V | R | P | VG | OG | B  |
| ---- | ----------------------------- | -- | - | - | - | -- | -- | -- |
| 1.   | TJ Slezan Opava               | 10 | 6 | 1 | 3 | 39 | 22 | 13 |
| 2.   | TJ Slovan NV Ústí nad Labem   | 10 | 5 | 2 | 3 | 42 | 30 | 12 |
| 3.   | TJ Moravia DS Olomouc         | 10 | 4 | 2 | 4 | 36 | 29 | 10 |
| 4.   | TJ Prostějov                  | 10 | 5 | 0 | 5 | 26 | 27 | 10 |
| 5.   | TJ Stadion PS Liberec         | 10 | 3 | 2 | 5 | 20 | 36 | 8  |
| 6.   | TJ Spartak ZVÚ Hradec Králové | 10 | 3 | 1 | 6 | 22 | 46 | 8  |

Tým TJ Spartak ZVÚ Hradec Králové sestoupil do nově vzniklé 2. ČNHL